# Billy Bryans
Billy Bryans (15. září 1949 – 23. dubna 2012) byl kanadský perkusionista, hudební skladatel, producent, zvukový inženýr a diskžokej. V roce 1982 stál u zrodu skupiny The Parachute Club. Zemřel po neúspěšné léčbě rakoviny.